# Okole (szczyt)
Okole (niem. Hogolie, krótko po 1945 nosił nazwę Ogule) – szczyt o wysokości 725 m n.p.m. znajdujący się w Grzbiecie Północnym Gór Kaczawskich, najwyższy szczyt tego pasma. Wraz z Leśniakiem tworzy rozległy masyw. Zbudowany ze staropaleozoicznych skał metamorficznych – zieleńców i łupków zieleńcowych oraz fyllitów, łupków albitowo-serycytowych z grafitem i kwarcytów oraz keratofirów (skał metamorficznych pochodzenia wulkanicznego), należących do metamorfiku kaczawskiego.
Na szczycie znajdowały się pozostałości dawnego punktu widokowego (resztki barierek i metalowe schodki). W 2018 roku wybudowano nową drewnianą platformę widokową oraz wiatę turystyczną. Z Okola nadal można podziwiać widoki na Łysą Górę (707 m n.p.m.), Rudawy Janowickie i Karkonosze, dojrzeć przez drzewa można dodatkowo Ostrzycę. Przy dobrej widoczności pomiędzy Rudawami a Górami Ołowianymi dostrzegalny jest Szczeliniec Wielki. W partiach szczytowych położone są grupy skalne zbudowane z zieleńców.
Okole należy do szczytów Korony Gór Dolnego Śląska, w której reprezentuje Góry Kaczawskie.

## Piesze szklaki turystyczne
- Wleń – Tarczynka – Przełęcz Rząśnicka – Rogatka – Okole – Lubiechowa – Świerzawa
- Pilchowice Zapora st. kol. - Strzyżowa – Płoszczyna - Przełęcz Chrośnicka – Leśniak – Okole – Chrośnickie Rozdroże – Przełęcz Widok – Przełęcz nad Kobyłą – Przełęcz Komarnicka – Skopiec – Straconka – Dudziarz – Radomierz

## Przypisy

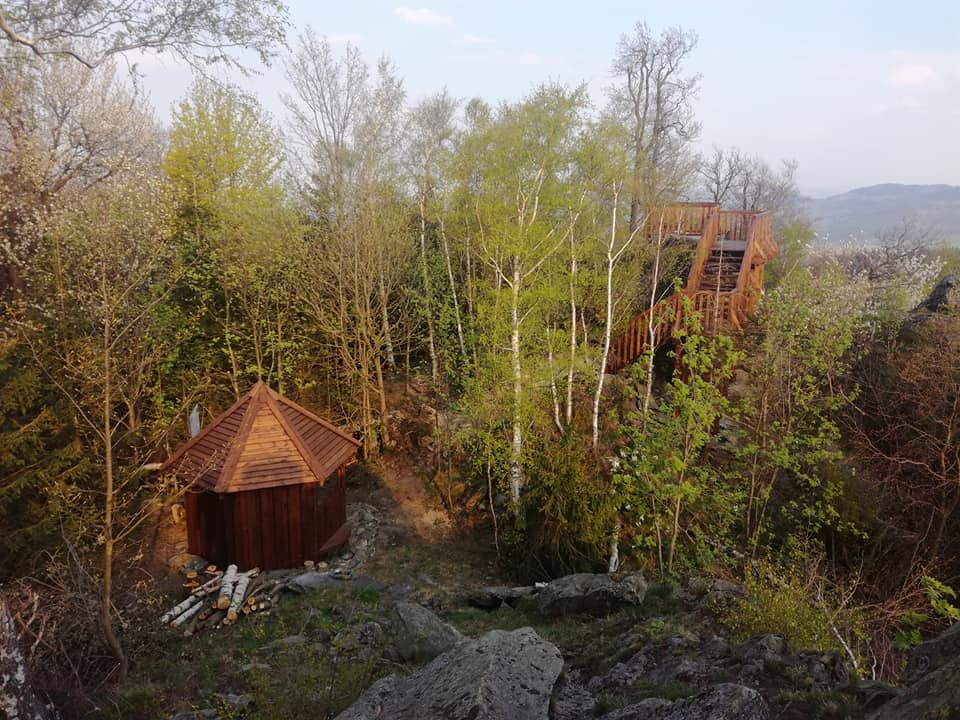
Infrastruktura turystyczna na Okolu.

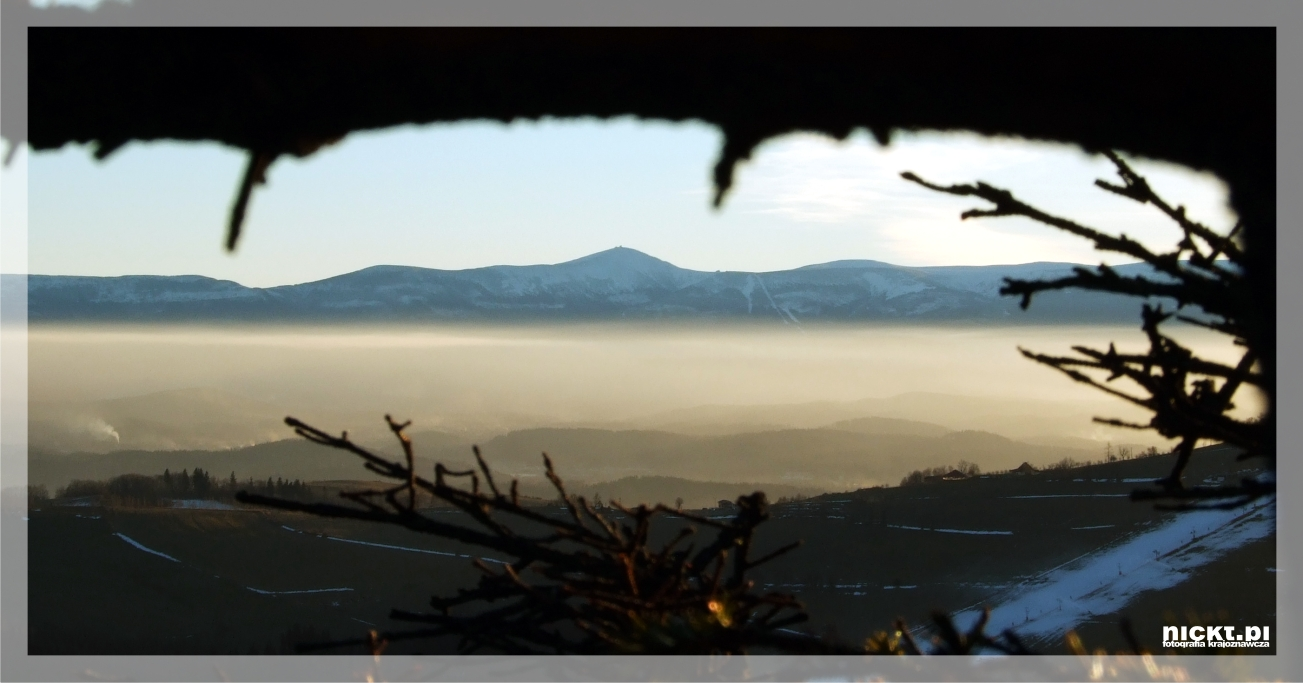
Widok z punktu widokowego Okole na Karkonosze. Na drugim planie stok narciarski na Łysej Górze